# Reino da Saxônia
O Reino da Saxônia (em alemão: Königreich Sachsen), existente entre 1806 e 1918, foi um membro independente das confederações pós-Guerras Napoleônicas. A partir de 1871, fez parte do Império Alemão. Tornou-se um estado livre na época da República de Weimar em 1918, após o fim da Primeira Guerra Mundial e a abdicação do rei Frederico Augusto III. A capital era a cidade de Dresden, e o estado sucessor foi o Estado Livre da Saxônia.

## Era Napoleônica e Confederação Germânica
Antes de 1806, a Saxônia fazia parte do Sacro Império Romano-Germânico, um império de mais de mil anos que acabou sendo desmembrado por Napoleão Bonaparte. Os governantes do então Eleitorado da Saxônia detinham o título de eleitores havia séculos. Quando o Sacro Império Romano-Germânico foi dissolvido após a queda do imperador Francisco II, o eleitorado obteve o status de reino independente com o apoio da França, o poder dominante da Europa naquela época. O último eleitor da Saxônia se tornaria o rei Frederico Augusto I da Saxônia.

Grande brasão de armas do reino

Caindo o aliado da Saxônia, o Reino da Prússia, na Batalha de Jena em 1806, a Saxônia entrou na Confederação do Reno (que duraria até 1813, quando foi dissolvida por Napoleão Bonaparte após a Batalha de Leipzig). Após a batalha, o rei Frederico Augusto I desertou perante suas tropas, sendo feito prisioneiro pelos prussianos e teve que abdicar do trono, deixando à Prússia a sua ocupação e administração. Isto foi provavelmente um dos motivos pelo qual a Prússia não anexou a Saxônia. No final, 40% do reino, incluindo a historicamente significante Wittenberg, foi anexado pela Prússia, mas Frederico Augusto conseguiu restaurar o trono. O reino também entrou na Confederação Germânica, a nova organização dos estados alemães.

## Guerra Austro-Prussiana e o Império Alemão
Durante a Guerra Austro-Prussiana de 1866, a Saxônia apoiou a Áustria, e o exército saxão foi o único aliado da causa austríaca, tendo, inclusive, abandonado a defesa da própria Saxônia para se juntar ao exército austríaco na Boêmia.
Com a vitória da Prússia sobre a França, na Guerra Franco-Prussiana de 1871, os membros da confederação se organizaram sob coordenação de Otto von Bismarck para formar o Império Alemão, sendo Guilherme I proclamado imperador. João I, rei da Saxônia, ficou subordinado ao novo imperador alemão, porém manteve vários privilégios e certa autonomia sob Guilherme I, como por exemplo manter relações diplomáticas com outros estados.

## O fim do reino
O imperador alemão Guilherme II abdicou em 1918, em decorrência da derrota alemã na Primeira Guerra Mundial. O rei Frederico Augusto III da Saxônia perdeu o poder também, e o Reino da Saxônia tornou-se o Estado Livre da Saxônia na recém-formada República de Weimar.

## Lista dos reis do Reino da Saxônia
- 1806–1827 Frederico Augusto I da Saxônia (1750-1827)
- 1827–1836 Antônio da Saxônia (1755-1836)
- 1836–1854 Frederico Augusto II da Saxônia (1797-1854)[1][2]
- 1854–1873 João da Saxônia (1801-1873)
- 1873–1902 Alberto da Saxônia (1828-1902)
- 1902–1904 Jorge da Saxônia (1832-1904)
- 1904–1918 Frederico Augusto III da Saxônia (1865-1932)